# Komory
Komory, plným názvem Komorský svaz (francouzsky Union des Comores, arabsky الاتحاد القمري‎, do prosince 2001 Islámská federativní republika Komory), je ostrovní federativní republika v Indickém oceánu, ležící na severním konci Mosambického průlivu mezi Mosambikem a Madagaskarem nedaleko pobřeží východní Afriky. Stát se rozkládá na třech ze čtyř hlavních ostrovů vulkanických Komorských ostrovů, jimiž jsou Ngazidja, Nzwani a Mwali (francouzsky Grande Comore, Anjouan, resp. Mohéli). Součástí státu není čtvrtý ostrov Mahoré (Mayotte), jehož území si Komory nárokují, nicméně jeho obyvatelé v referendech konaných v letech 1974 a 1976 opakovaně hlasovali pro setrvání ve svazku s Francií. Po konání referend se otázka Mayotte dostala do pozadí, vláda dala přednost řešení naléhavějších otázek jako vytvoření životaschopné ekonomiky. Obyvatelé Mayotte začali maximálně využívat svého svazku s Francií a v období 80. a 90. let nahradila Francie Jihoafrickou republiku ve svém významu pro ekonomiku a politický život ostrova. Název ostrovů pochází z arabského „al-qamar“, znamenajícího „měsíc“ nebo „bělost“. Pojmem al Qamar ale původně arabští geografové označovali Madagaskar. Symbol měsíce je i součástí státní vlajky. Na vlajce jsou dále 4 hvězdy symbolizující 4 ostrovy souostroví.
Úředními jazyky jsou komorština (Shikomor, bantuský jazyk), arabština a francouzština. Komory jsou členem OSN, Africké unie, Frankofonie, Organizace islámské konference, Arabské ligy, Komise Indického oceánu, Jihoafrického rozvojového společenství a dalších mezinárodních organizací.
Komory jsou hustě obydlené a ekonomika Komor je založená na produkci výnosných plodin – ylang-ylang, vanilky a hřebíčku. Velké kolísání cen těchto produktů způsobilo ekonomice vážné problémy a deficit národního obchodu. Komory jsou závislé na zahraniční pomoci k pokrytí každodenních potřeb obyvatelstva.

## Historie

### První osadníci
O prvních obyvatelích Komor se mnoho neví, ale existují spekulace o indonéských imigrantech, kteří se přes Komory dostávali na Madagaskar kolem roku 1000 n. l. Dnešní obyvatelstvo je směsí tří vlivů, kteří se na Komorách střetávají – arabského, afrického a malajsko-indonéského, což se odráží v jejich fyzickém zjevu, jazyku, kultuře, společenské struktuře a náboženství.
Na Komorách po dlouhá staletí panovala vláda arabských sultánů. Obyvatelstvo Komor má pestré kořeny – část má podobně jako Malgaši na Madagaskaru původ v malajsko-indonéských skupinách, zčásti jde o potomky bantuských etnik z oblasti Mosambiku, u části lze vysledovat původ k arabským obchodníkům, kteří v minulosti ovládali východní pobřeží Afriky. Později k obyvatelstvu přibyli i přistěhovalci z Indie. V současnosti v pobřežních městech dominuje arabský faktor, zatímco celkově je na Komorách nejvíce obyvatel afrického černošského původu.
Zásadním okamžikem pro Komory byl příchod Arabů z oblasti Šírázu (dnešní Írán), sunnitských muslimů školy Shafi’i, během 15. a 16. století. Ti postupně obsadili ostrovy Njazidja a Nzwani, které rozdělili na sultanáty a později připojili i Mahoré a Mwali. Státním náboženstvím se stal Islám. Mwali se v 19. století dostal pod kontrolu Malgašů. Arabové ostrovy kulturně a ekonomicky povznesli. Komory se v 16. století staly důležitým regionálním centrem díky vývozu rýže, ambry, koření a otroků do východní Afriky a na Blízký východ.
Roku 1505 na ostrovy dorazili první Evropané, když Portugalci přistáli na ostrově Njazidja. Poprvé se v evropských mapách zmiňují Komory v roce 1527. Soutěžení o podíl na evropském trhu způsobil mezi sultanáty válečné spory, které trvaly až do příchodu Francouzů. Nejvýznamnější komoditou se od 17. století stávají otroci. Obchod s otroky se dynamicky rozvíjel a v polovině 19. století už otroci tvořili 40 % obyvatelstva. Společnost byla rozdělena na tři vrstvy: vládnoucí arabskou vrstvu Sultánů a jejich rodin, střední vrstvou prostých obyvatel a otroky.

### Francouzská kolonizace

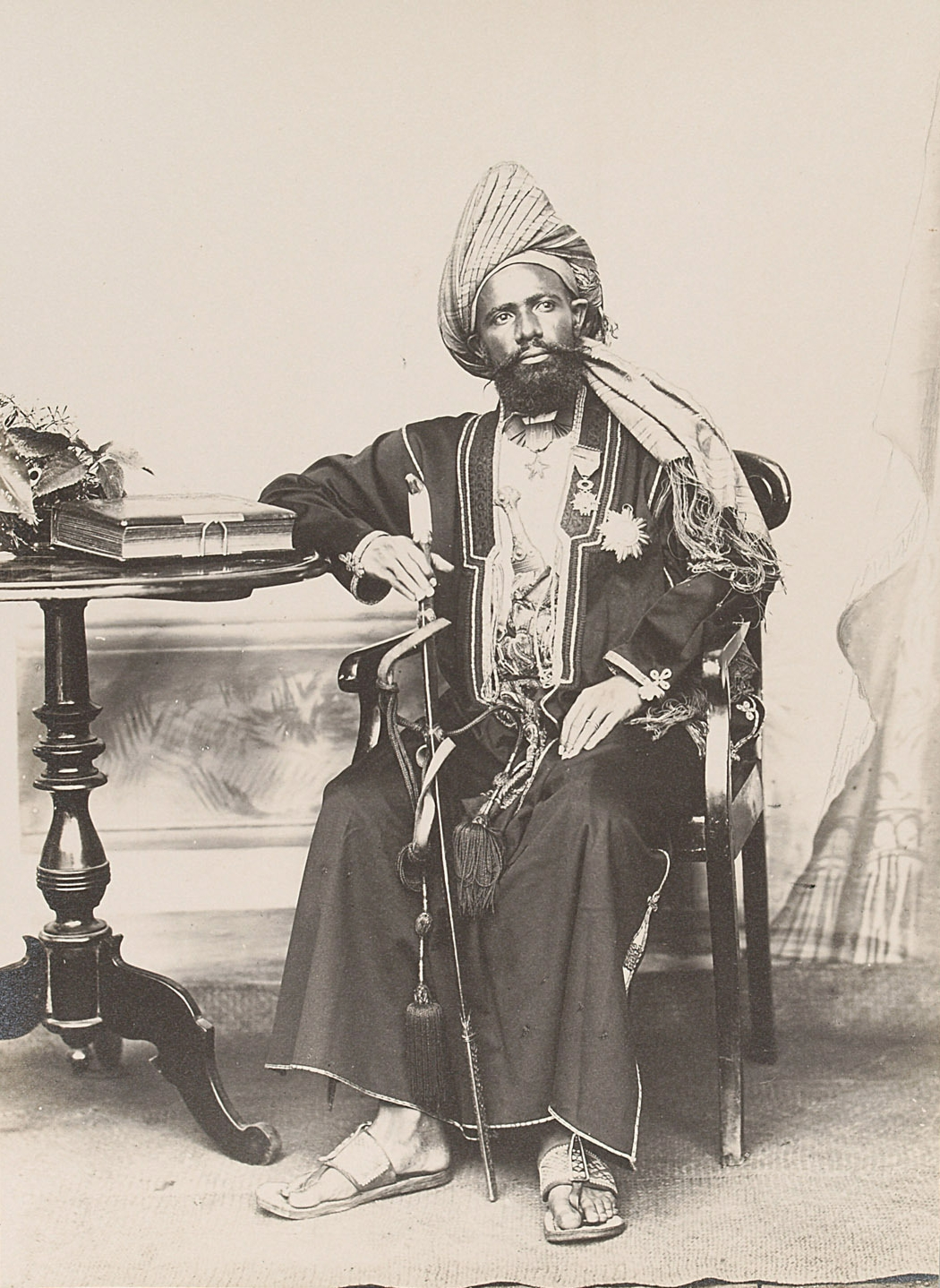
Sultán Said Ali bin Said Omar (1897)

Když Francie ztratila svá teritoria v Indickém oceánu Mauricius, Rodrigues a Seychely vůči Británii, začala hledat v oblasti další vhodná místa pro přístavy. Ostrovy Réunion a Nosy Be (ostrov u severozápadního pobřeží Madagaskaru) neměly správné podmínky. Francouzi získali v roce 1841 Mahoré dohodou s malgašským vládcem Andrianem Soulim. Ostatní ostrovy Komor Francie získávala zdlouhavě díky občasným sporům s Velkou Británií a vzpourám komorských sultánů. Dělicí čárou mezi nezávislostí a kolonizací Komor byly úmluvy o statusu protektorátu podepsané v roce 1886 s vládci ostrovů Njazidja, Nzwani a Mwali. Všechny čtyři ostrovy se staly součástí Francie až roku 1908 jako dependence francouzské kolonie Madagaskar. Poslední sultán abdikoval v roce 1912, poté se vlády plně ujala koloniální správa a hlavním městem se stalo Dzaoudzi na ostrově Pamanzi (Petite-Terre) u Mahoré.
Vliv kolonizace na Komory je smíšený. Vláda zrušila otroctví, ale společenské a ekonomické rozdíly mezi osvobozenými otroky a svobodnými obyvateli zůstaly značné. Díky moderní evropské medicíně se zlepšila zdravotní péče a zvýšil se počet obyvatel. Francie ekonomicky ovládala kolonii a místo produkce potravin pro spotřebu se začaly na ostrovech pěstovat výnosné plodiny pro export – vanilka, kananga vonná, hřebíček, kakao a kopra. Ekonomika se na jejich vývozu stala naprosto závislá.
Koloniální vláda nevytvářela na ostrovech instituce správy a veřejných služeb, vše řídila z Madagaskaru. Díky tomu se řada obyvatel přesunula na Madagaskar, což mezi nimi vyvolalo dlouhotrvající napětí. V době, kdy Komory získaly nezávislost, to byla nerozvinutá země se zaostalým školstvím (1 střední škola), minimem přírodních zdrojů a ekonomikou postiženou odklonem obchodních tras po otevření Suezského průplavu.
V roce 1946 se Komory staly zámořským departementem Francie. Do roku 1952 se oprostily od politických vazeb na Madagaskar a vytvořily si vlastní celní systém. V roce 1958 se konalo referendum o zrušení svazku s Francií. Obyvatelé se drtivou většinou vyjádřili pro to, aby Komory zůstaly součástí Francie.

### Samostatnost
Politický život začal nabývat na významu po roce 1961, kdy Francie udělila Komorám autonomii ve vnitřních záležitostech. Politika byla ovládána bohatými profrancouzskými elitami, zpravidla potomky předkoloniálních sultánských rodin. Nejvlivnějšími stranami byly vládní Zelená strana (Parti Vert, pozdější Union Démocratique des Comores/Demokratický svaz Komor – UDC) a opoziční Bílá strana (Parti Blanc, pozdější Rassemblement Démocratique du Peuple Comorien/Demokratické shromáždění komorského lidu – RDPC). Nejvlivnějším politikem byl Saíd Mohamed Šejk, předseda Zelené strany a předseda vládní rady. Opozice se snažila prosadit pozemkovou reformu a změnu jednostranného zaměření komorského exportu.
Počátkem 70. let se stále více aktivizovala část komorské veřejnosti, především studentů, a začala požadovat úplnou nezávislost na Francii. UDC i RDPC začaly vnímat nezávislost jako „politováníhodnou nutnost“. V roce 1974 proběhlo referendum na téma nezávislosti, která byla podpořena na třech ze čtyř hlavních ostrovů, s výjimkou Mayotte, který se vyslovil pro pokračování svazku s Francií a byl jejím zámořským teritoriem (od roku 2011 je 101. departamentem Francie). O rok později byla parlamentem nezávislost tří ostrovů jednostranně vyhlášena.
Další vývoj byl velmi složitý a nepřehledný a především chronicky nestabilní. Vláda se měnila následkem převratů, útoků žoldáckých oddílů i francouzské intervence. Země se rychle stala značně závislou na zahraniční pomoci. V roce 1997 ostrovy Anjouan a Mohéli vyhlásily nezávislost. Následně probíhaly pokusy jednotek z Grande Comore o invazi na Anjouan a další převraty na Grande Comore i na Anjouanu.
Cesta z krize se začala rýsovat v roce 2001, kdy byla v referendu přijata nová ústava federace ostrovů. V dubnu 2002 byl zvolen prezidentem zástupce ostrova Grande Comore Azali Assoumani, vůdce úspěšného převratu na ostrově v roce 1999. Kvůli sporům mezi politickými špičkami jednotlivých ostrovů však nebyla ustanovena federální vláda. Až koncem roku 2003 došlo k dohodě vůdců jednotlivých ostrovů o sdílení moci a tato dohoda otevřela cestu k federálním volbám, které proběhly o rok později.
Prvním důležitým testem nového politického systému Komorského svazu byly prezidentské volby v květnu 2006. Podle ústavy mělo prezidentství připadnout Anjouanu, volby tedy probíhaly pouze za účasti kandidátů z tohoto ostrova. Kvůli obavám z vměšování ozbrojených sil do volebního procesu byl armádě udělen rozkaz zůstat v kasárnách a do země byly povolány vojenské jednotky Africké unie vedené Jihoafrickou republikou. Ve volbách byl prezidentem zvolen umírněný islamista Ahmed Sambi. V zemi tak došlo k historicky prvnímu předání moci na základě voleb po sérii převratů a atentátů. Poměrně hladké předání moci je o to významnější, že prezidentský kandidát, který se těšil podpoře odstupujícího prezidenta Assoumaniho, skončil až jako druhý.

## Státní symboly

### Vlajka
Komorská vlajka je tvořena listem o poměru stran 3:5 se čtyřmi vodorovnými pruhy (žlutým, bílým, červeným a modrým), se zeleným žerďovým klínem s vrcholem ve středu listu. V klínu je bílý půlměsíc s cípy směřujícími k vlajícímu okraji, mezi nimiž jsou pod sebou čtyři bílé, pěticípé hvězdy.

## Geografie

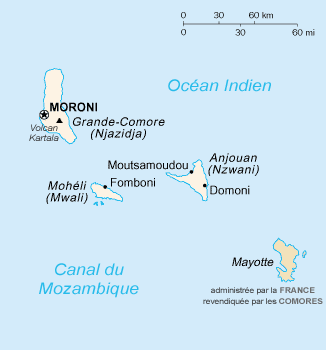
Mapa Komor

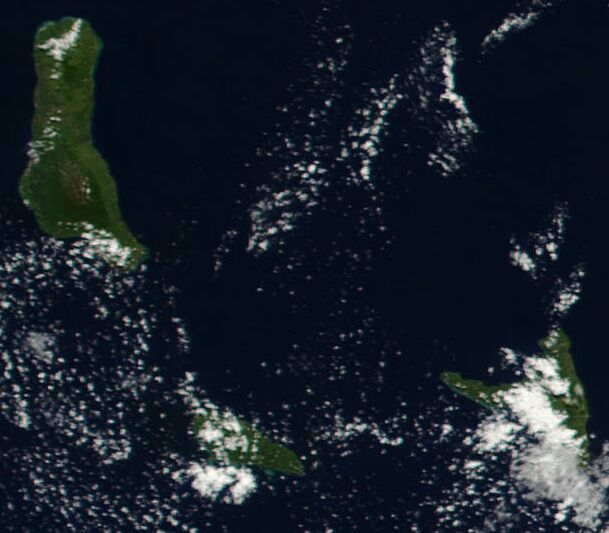
Satelitní pohled

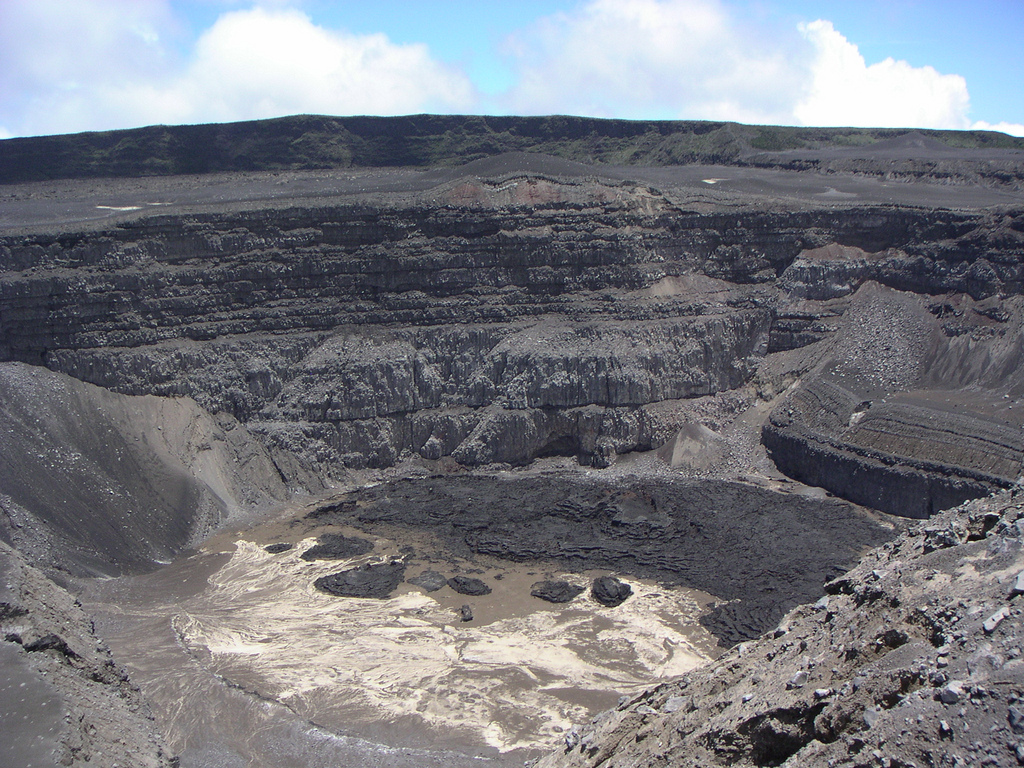
Kráter Karthala

Souostroví Komory se skládá ze 4 hlavních ostrovů na severní straně Mosambického průlivu. Leží mezi Madagaskarem a Mosambikem. Přestože se pro ně používají oficiální svahilské názvy (Ngazidja, Mwali, Nzwani a Mahoré), známější jsou pod francouzskými jmény z koloniálního období (Grande Comore, Mohéli, Anjouan a Mayotte). Plocha souše souostroví (i s Mahoré) je 2236 km². Hlavní město Moroni (od roku 1962) leží na ostrově Njazidja.
Největší a nejmladší z ostrovů je Ngazidja (1146 km²), který vznikl vulkanickou činností. Na ostrově tvoří výrazný topografický prvek dvě sopky – na severu ostrova La Grille (1000 m) a na jihu, nejvyšší bod celého souostroví Kartala (2361 m), která naposledy vybuchla v roce 1977. Na jejím úbočí je poslední zbytek deštného pralesa, který kdysi pokrýval celé Komory. Půda na ostrově je kamenitá a je tvořená pouze nízkou vrstvou, proto špatně zadržuje vodu. Njazidja nemá pobřeží příliš vhodné pro přístavy.
Druhý největší ostrov Nzwani (424 km²) má tvar trojúhelníku. Má charakteristický tvar díky hoře Mtingui (1575 m) ze které vychází tři pásy pohoří Sima, Nioumakele a Jimilime. Nzwali má větší vrstvu půdy než Njazidja, která je však hodně narušená přemírou kultivace. Hlavní město a současné hlavní přístav ostrova je město Mutsamudu. Nejmenší z celého souostroví je Mwali (290 km²). Jeho středem prochází pohoří s maximální výškou 860 m. Hlavní město Mwali je Fomboni.
Geograficky náleží do Komor i Mahoré. Je to nejstarší ostrov a s rozlohou 375 km² i druhý nejmenší ze souostroví. Nejvyšším bodem je Benara (660m). V některých místech má ostrov bohatou vrstvu erodované sopečné půdy. Je obklopen korálovými útesy díky kterým je vhodným kotvištěm a lovištěm ryb. Hlavní město Dzaoudzi leží na ostrůvku Pamanzi u východního pobřeží ostrova se kterým je spojen silnicí vedenou po hrázi.
V oblasti Komor žije několik unikátních živočišných druhů, např. Latimérie podivná, lemur Macao, Livingstonův netopýr, mořské želvy a další. Od 90. let 20. století se začínají obyvatelé Komor zabývat i životním prostředím. Snaží se omezit těžbu dřeva, nahrazovat úbytky lesů a zlepšit kvalitu vody.

## Politický systém
Komory jsou pluralitní federativní prezidentskou republikou. Federace se skládá ze 3 autonomních ostrovů (Grande Comore, Mohéli a Anjouan), s výrazným stupněm autonomie. Hlavou státu i vlády je prezident. Funkce předsedy vlády byla zrušena.
K nejvýznamnějším ustanovením takřka konfederalistické ústavy patří následující:
- Každý ze tří ostrovů je finančně autonomní.
- V čele federace stojí prezident, jehož funkční období je čtyřleté. Prezident musí deklarovat svou příslušnost k jednomu z ostrovů a prezidentská funkce po čtyřech letech rotuje mezi jednotlivými ostrovy.
- Vedle prezidenta existují funkce tří viceprezidentů, každý reprezentující jeden ze tří ostrovů. Spolu s prezidentem tvoří viceprezidenti Radu Unie. Toto střídání funkcí představuje jasný konsociační prvek, omezuje meziostrovní soupeření o funkce a naopak podporuje vnitroostrovní soupeření o post prezidenta či viceprezidenta.
- Jednokomorový parlament má 33 křesel; 18 je voleno přímo, 15 je jmenováno místními shromážděními jednotlivých ostrovů (každý ostrov 5).
- Každý z ostrovů má vlastního prezidenta a vlastní legislativní orgán.

## Ekonomika
Komory jsou jedním z chudších afrických států. Převládá zemědělství, kterým se živí 80 % pracujících. Hlavními produkty jsou vonné esence (olej Ylang-ylang), kopra, kokosové ořechy, vanilka a banány. Hlavním výrobkem zpracovatelského průmyslu jsou vonné destiláty pro kosmetiku. HDP dosahuje 370 mil. USD (odhad 1994). Hlavními obchodními partnery jsou Francie, Německo a USA.

## Obyvatelstvo

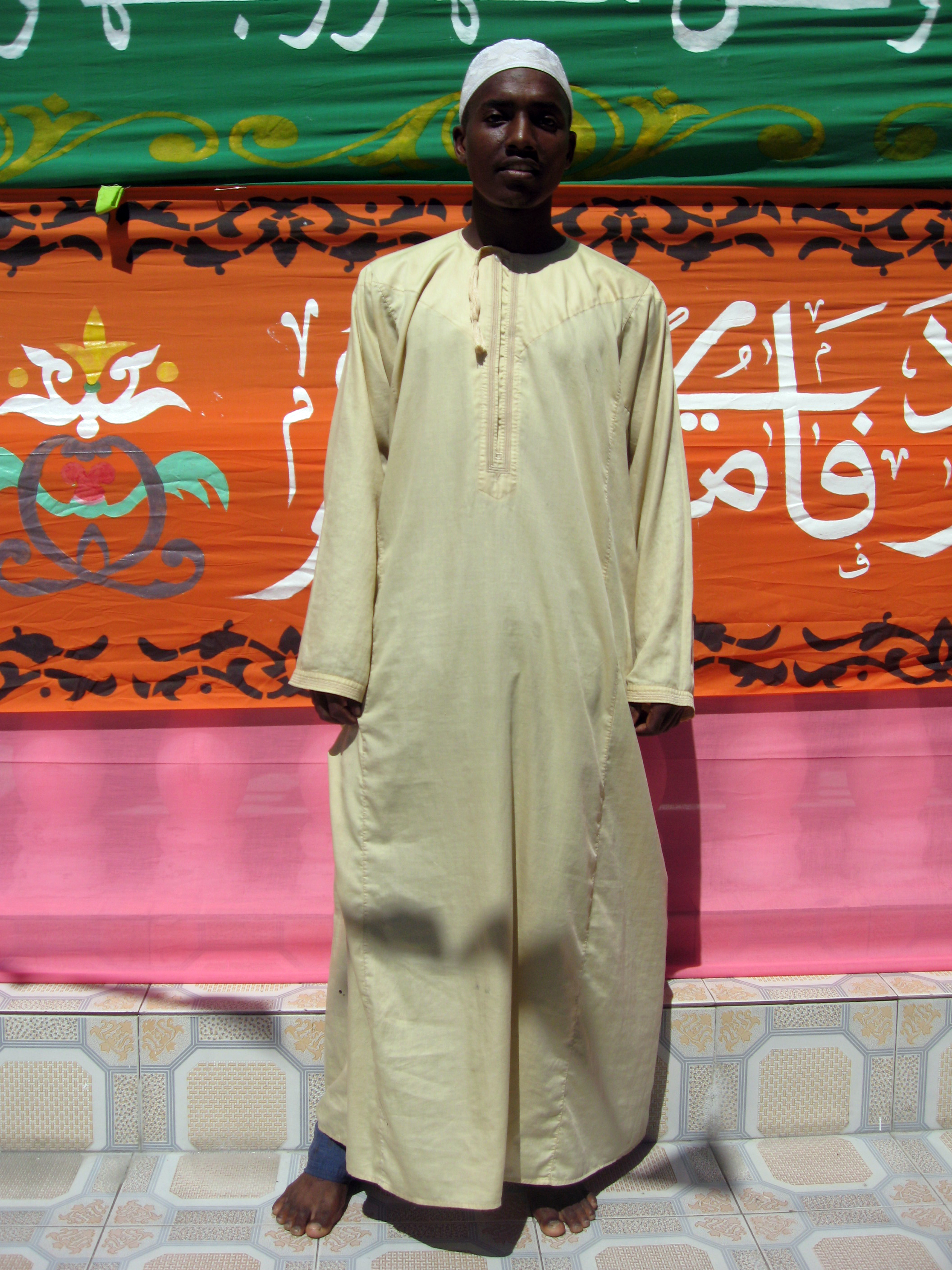
Obyvatel Komor

Komorský svaz má 731 775 obyvatel (odhad 2008). V produktivním věku je 54,6 % obyvatel, 42,4 % jsou děti do 15 let a 3 % obyvatel je starší 65 let. Průměrná délka života je celkově 63,1 let (muži 60,72 let, ženy 65,55 let). Více než polovina obyvatel starších 15 let je gramotná (56,5 %; muži 63,6 %, ženy 49,3 %).
Naprostá většina obyvatel vyznává sunnitský islám (98 %), zbylá dvě procenta tvoří římští katolíci, zejména potomci francouzských kolonistů.
Vývoj počtu obyvatel ostrovů byl v druhé polovině 20. století velice dramatický. V poslední čtvrtině 20. století se počet obyvatel ostrovů zdvojnásobil. Zvýšila se samozřejmě i hustota obyvatelstva. V průměru má 337 obyvatel na km², ale mezi ostrovy existují velké rozdíly. Nejhustěji obydlený je Nzwani (650 obyv./km²), Njazidja 275 obyv./km² a Mwali 131 obyv./km². Až jedna pětina obyvatel odešla do Francie a zemědělci z Nzwani se stěhují na Mwali. V zahraničí žije přibližně 100 000 obyvatel Komor, hlavně ve východní Africe (Tanzanie, Madagaskar) a ve Francii. Po oddělení Mahoré byli lidé z ostatních ostrovů z Mahoré vysídleni.
Obyvatelé Komor hovoří komorštinou, což je jazyk bantuské větve nigerokonžské jazykové rodiny. Vypadá podobně jako svahilština, ale navzájem pochopitelné nejsou. Každý ostrov má svůj vlastní místní dialekt (Shingazidja na ostrově Njazidja, Shimwali na ostrově Mwali, Shinzwani na ostrově Nzwani a Shimaore na ostrově Mahoré). Komorština je ovlivněná arabštinou a slovy francouzského původu. Arabština je jazykem náboženství a francouzštinu používají ve výuce a v komunikaci se světem.
Národní identita obyvatel je založená na kořenech z pevninské Afriky (patrné na matrilieární společenské struktuře) a je ovlivněná Islámem a francouzskou kulturou.
Na ostrovech existuje několik etnických skupin. Potomci arabských osadníků z Shirazu, Kafrové, afričtí obyvatelé, kteří na ostrovy přišli ještě před Araby. Další africká skupina Makoa, potomci otroků z východní Afriky a Malajsko-indonéské skupiny Oimatsaha, Antalote a Sakalava (Sakalava hlavně na Mahoré). Potomci francouzských kolonistů – Kreolové – tvoří politicky významnou menšinu. Na ostrově Njazidja se nachází i malá osada tvořená potomky portugalských mořeplavců ze 16. století.